# Brigitte Tag
Brigitte Tag (* 1959 in Kriens) ist eine Schweizer Rechtswissenschaftlerin. Sie ist Ordinaria für Strafrecht, Strafprozessrecht und Medizinrecht an der Universität Zürich.

## Leben
Brigitte Tag hat in Tuttlingen die Schule besucht und dort das Abitur abgelegt. Nach dem Abschluss als Diplomverwaltungswirtin studierte sie an der Universität Heidelberg Rechtswissenschaften und wurde 1994 nach dem Zweiten juristischen Staatsexamen an der juristischen Fakultät Heidelberg bei Thomas Hillenkamp zum Doktor iuris utriusque promoviert. Ihre mit summa cum laude ausgezeichnete Dissertation beschäftigt sich schwerpunktmässig mit wirtschaftsstrafrechtlichen Fragestellungen. Im Januar 2000 hat sich Brigitte Tag an der juristischen Fakultät Heidelberg habilitiert. Ihr wurde die venia legendi für Strafrecht, Strafverfahrensrecht und Medizinrecht verliehen.
Brigitte Tag wurde mit Wirkung zum 1. Oktober 2002 zur ordentlichen Professorin an der rechtswissenschaftlichen Fakultät der Universität Zürich ernannt. Seit 2011 ist sie ordentliches Mitglied der Academia Europaea. 2013 wurde sie in die Leopoldina gewählt. Von 2010 bis 2019 wirkte sie bis zum
erfolgreichen Abschluss des Projekts in der Leitungsgruppe des Nationalfondsprojekts NFP67 mit.
Zu Tags Forschungsschwerpunkte gehören Wirtschaftsstrafrecht und Wirtschaftsethik, Arbeitsstrafrecht, Bio- und Medizinrecht sowie Fragestellungen der Bio-/Medizinethik wie Fragen am Beginn und Ende des Lebens, Umgang mit dem menschlichen Körper, abgetrennten Körperteilen und Substanzen menschlicher Herkunft, Schutz der Autonomie und Rechtsvergleichung.